# Příchovický betlém
Příchovický betlém je dřevěný ručně vyřezávaný betlém v Příchovicích v okrese Plzeň-jih, jehož autorkou je řezbářka a malířka Jiřina Andrlíková. První figurka byla vyřezána v roce 1989, v roce 2011 bylo v betlémě už padesát figurek a v lednu 2019 přes 150. Betlém je vystavován od začátku Adventu až do Tří králů na zahradě autorky v Příchovicích. Betlém obsahuje ručně vyřezávané figurky z lipového a olšového dřeva. Součástí je selský dvůr, chalupa a stodola a peklo s Luciferem.  Za jeho zhlédnutím přijíždějí lidé z celého kraje.

## Galerie

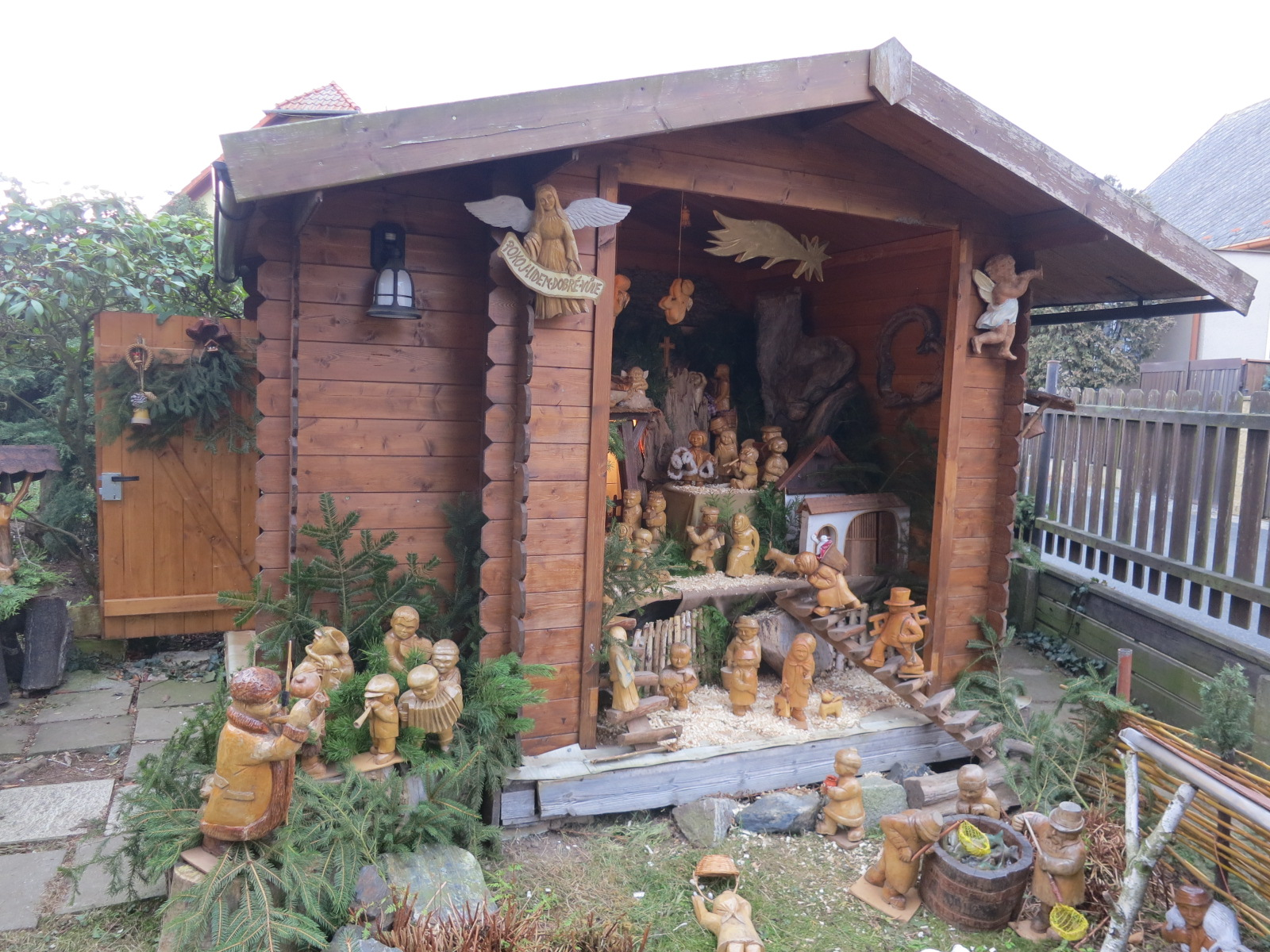
Pohled na hlavní část betlému
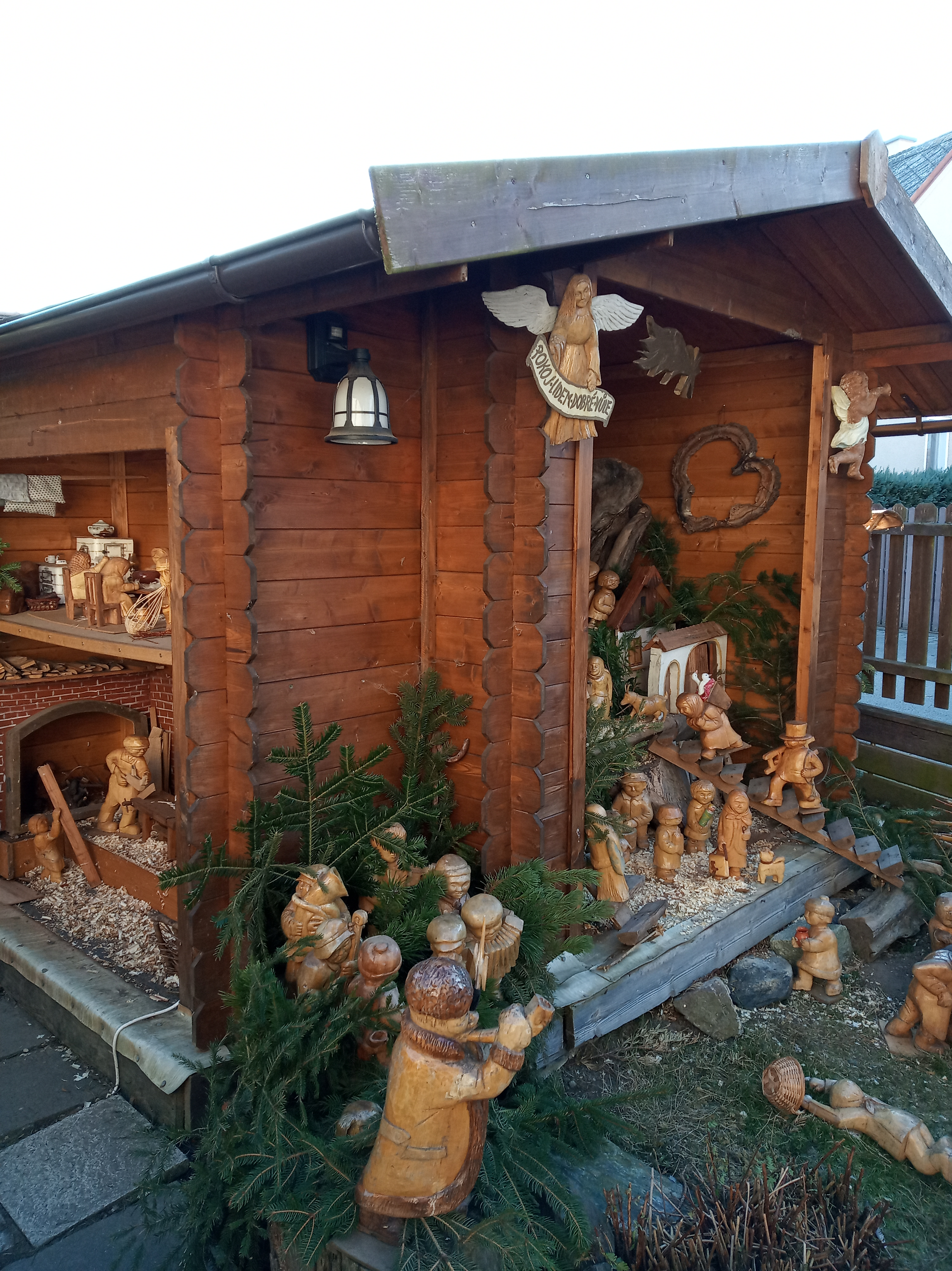
Betlém ze strany
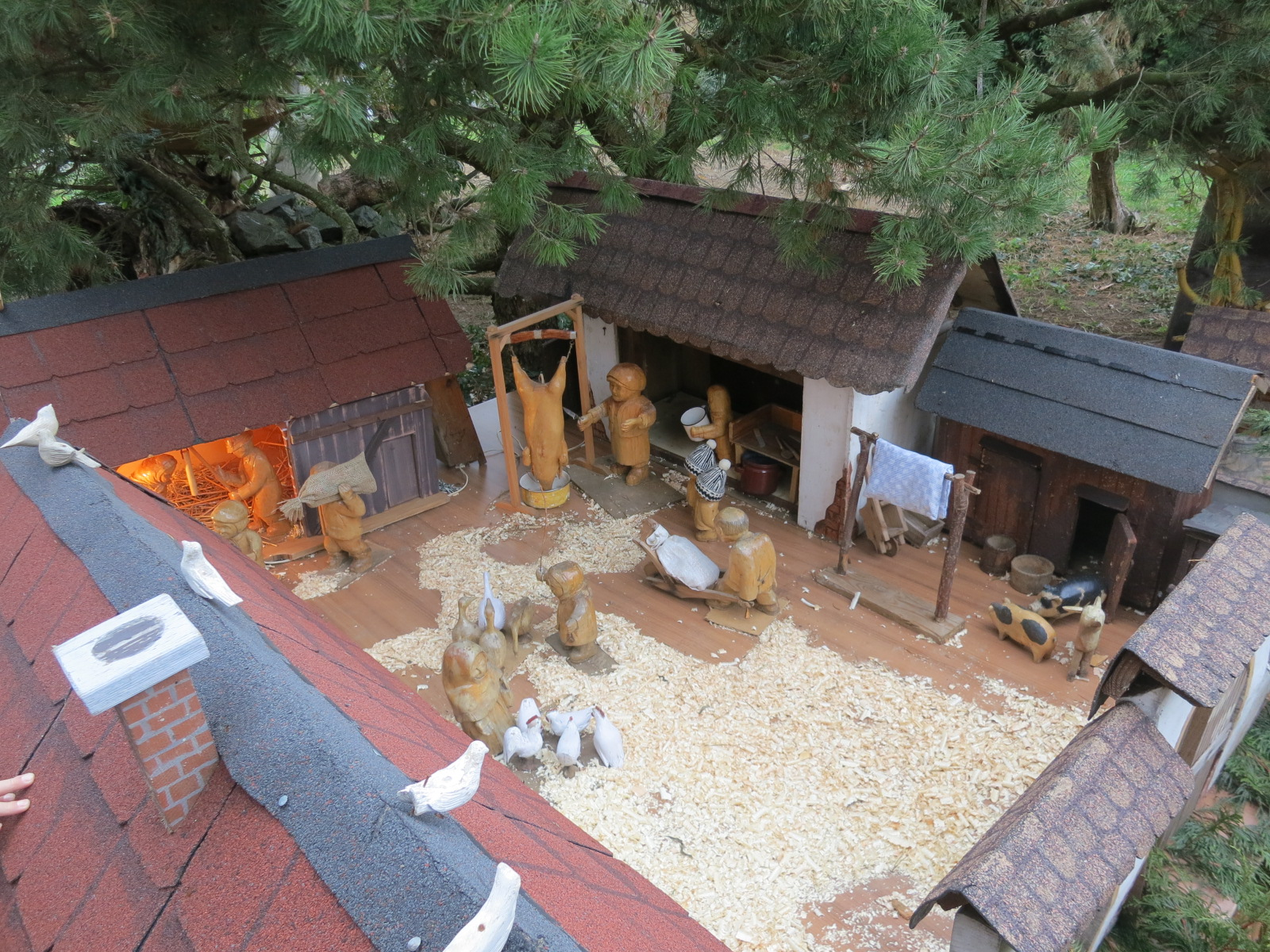
Statek s dvorem
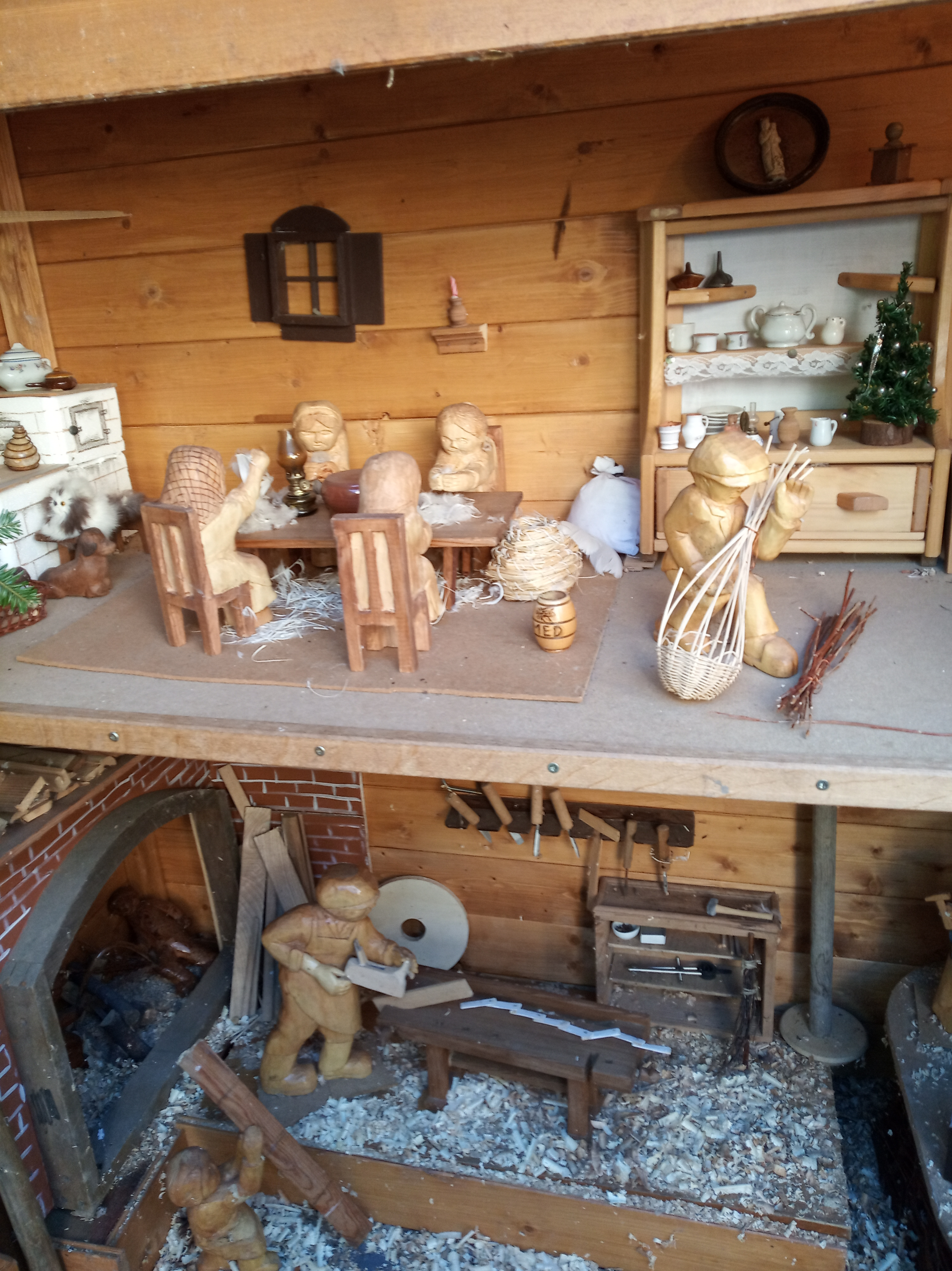
Pohled do interiérů
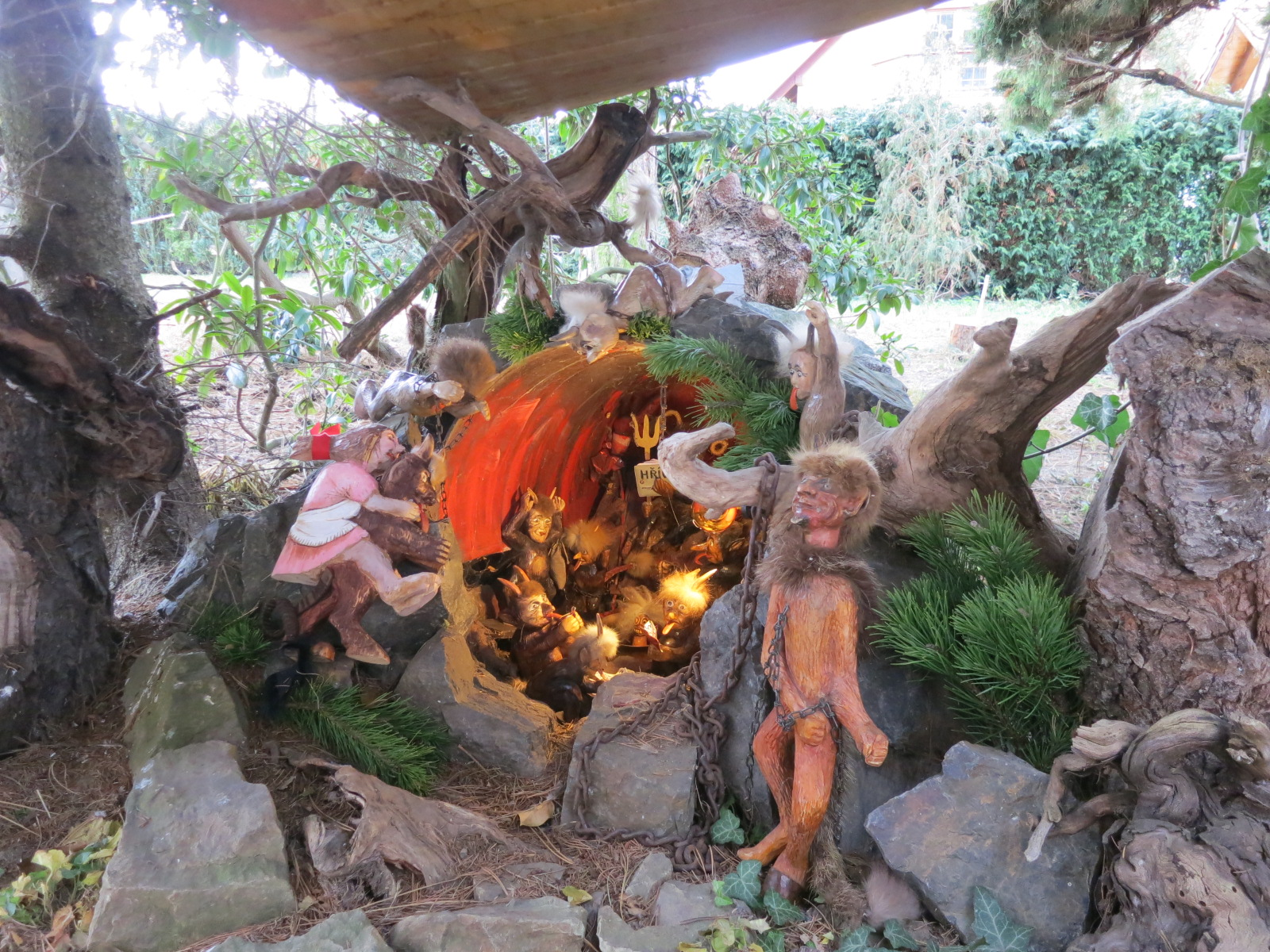
Peklo